# Alexandre Filaletes
Alexandre Filaletes (grego antigo: Ἀλέξανδρος Φιλαλήθης) foi um antigo médico grego, chamado, por Prisciano, de Alexander Amator Veri (Alexandre, o Amante da Verdade), sendo, talvez, a mesma pessoa citada por Célio Aureliano como Alexander Laodicensis. Ele viveu, provavelmente, por volta do século I d.C., pois Estrabão fala dele como sendo seu contemporâneo. Foi aluno de Asclepíades, substituiu um outro desconhecido chamado Zeuxis no cargo de chefe da famosa escola herofiliana de medicina, situada na Frígia, entre as cidades de Laodiceia e Carura, e foi tutor de Aristóxenes e Demóstenes Filaletes. Ele é mencionado inúmeras vezes por Cláudio Galeno e, também, por Sorano de Éfeso, e parece ter escrito alguns trabalhos na área médica, os quais não existem mais.